# Stade Antonio Toledo Valle
 (août 2024).
Si vous disposez d'ouvrages ou d'articles de référence ou si vous connaissez des sites web de qualité traitant du thème abordé ici, merci de compléter l'article en donnant les références utiles à sa vérifiabilité et en les liant à la section « Notes et références ».
Le stade Antonio Toledo Valle est un stade multifonction plus souvent utilisé pour le football, il est situé à Zacatecoluca au Salvador.